# ISO 3166-2:2007-04-17
ISO 3166-2:2007-04-17 désigne un ancien bulletin de mise à jour de la norme ISO 3166-2:1998, aujourd'hui obsolète. 
Cet article reprend les informations obsolètes du bulletin d'information n° I-8 (modifications au 17 avril 2007), d'une version également obsolète de la norme ISO 3166-2, à savoir : la première édition de 1998.
Ces informations sont donc depuis 2007 obsolètes. Il convient de se référer à la dernière version de la norme ISO 3166-2 (en 2023 « ISO 3166-2:2020 ») et à ses bulletins de mise à jour successifs (cf. infra : sections « Sources » et « Articles connexes »).

## Données nouvelles ajoutées (pour mémoire)
20 pays étaient concernés par cette mise à jour aujourd'hui obsolète :
| - AD (Andorre) - AG (Antigua-et-Barbuda) - BB (Barbade) - DM (Dominique) - GD (Grenade) - GG (Guernesey) - IM (Île de Man) - JE (Jersey) - KN (Saint-Kitts-et-Nevis) - LI (Liechtenstein) |  | - ME (Monténégro) - MK (Macédoine, L’Ex-République yougoslave de) - NR (Nauru) - PW (Palaos) - RS (Serbie) - SC (Seychelles) - SM (Saint-Marin) - TO (Tonga) - TV (Tuvalu) - VC (Saint-Vincent-et-les-Grenadines) |

## Données modifiées ou complétées (pour mémoire)
9 pays étaient concernés par cette mise à jour aujourd'hui obsolète :
| - BH (Bahreïn) - CI (Côte d’Ivoire) - GB (Royaume-Uni) - IR (Iran, République islamique d’) - IT (Italie) |  | - RU (Russie, Fédération de) - RW (Rwanda) - SB (Salomon, Îles) - TD (Tchad) |

## Données supprimées (pour mémoire)
1 pays était concerné par cette mise à jour aujourd'hui obsolète :
- YU (Yougoslavie)